# Гранитвил (Вермонт)
Гранитвил (енгл. Graniteville) насељено је место без административног статуса у америчкој савезној држави Вермонт.

## Демографија
По попису из 2010. године број становника је 784.
| Група             | 2000.    | 2010.       |
| Белци             | 0 (0,0%) | 755 (96,3%) |
| Афроамериканци    | 0 (0,0%) | 2 (0,3%)    |
| Азијати           | 0 (0,0%) | 1 (0,1%)    |
| Хиспаноамериканци | 0 (0,0%) | 5 (0,6%)    |
| Укупно            | 0        | 784         |